# جواكيم بيريس
جواكيم بيريس (بالبرتغالية: Joaquim Pires‏)؛ بلدية في ولاية بياوي في المنطقة الشمالية الشرقية من البرازيل.